# Comarna
Comarna es una comuna ubicada en el distrito de Iași, Rumania.

## Superficie
Cuenta con una superficie de 56,72 kilómetros cuadrados.

## Demografía
Hasta 2021 la población era de 4221 habitantes, con una densidad de población de 74,42 habitantes por kilómetro cuadrado.